# Лучина Ніна Іванівна
Лучина Ніна Іванівна — радянський український кінокритик. Лауреат премії Спілки кінематографістів України (1981). Нагороджена медалями, знаком «Отличник кинематографии СССР».

## Біографічні відомості
Народилась 28 листопада 1918 року в Ялті в родині директора картини І. Л. Лучина. Навчалась на філологічному факультеті Київського державного університету ім. Т. Г. Шевченка (1937—1941).
Працювала старшим і головним редактором Управління по виробництву фільмів Міністерства культури України, редактором на Київській кіностудії ім. О. П. Довженка (фільми «Роман і Франческа» (1960), «Врятуйте наші душі» (1960), «Українська рапсодія» (1961) та ін.) та студії «Укркінохроніка», головним редактором студії «Укртелефільм», в Бюро пропаганди радянського кіномистецтва Спілки кінематографістів України.
Автор книг: «Літературний сценарій і фільм» (К., 1960, у співавт. з Т. Шапоренко), «Кіно — важливий засіб комуністичного виховання» (К., 1962), «Кіно — мистецтво мільйонів» (К., 1968), статей у збірниках і періодичній пресі, ряду сценаріїв науково-популярних та хронікально-документальних фільмів.
Упорядкувала збірник «Ігор Савченко» (К., 1980, у співавт. з Т. Дерев'янко).
Була членом Спілки кінематографістів України.
Померла 12 березня 1989 року в Києві. Похована на Лук'янівському кладовищі.